# Campionati europei di hockey su pista 1987
I Campionati Europei 1987 furono la 38ª edizione dei campionati europei di hockey su pista; la manifestazione venne disputata in Spagna a Oviedo dal 26 aprile al 2 maggio 1987.

La competizione fu organizzata dalla Comité Européen de Rink-Hockey.

Il torneo fu vinto dalla nazionale portoghese per la 16ª volta nella sua storia.

## Città ospitanti e impianti sportivi
| CITTÀ  | IMPIANTO                                | CAPIENZA |
| Oviedo | Palacio Municipal de Deportes de Oviedo | 3.713    |

## Svolgimento del torneo

### Risultati
| Oviedo aprile 1987 | Belgio | 4 – 1 | Francia | Palacio Municipal de Oviedo |

| Oviedo aprile 1987 | Belgio | 0 – 4 | Germania Ovest | Palacio Municipal de Oviedo |

| Oviedo aprile 1987 | Belgio | 3 – 3 | Inghilterra | Palacio Municipal de Oviedo |

| Oviedo aprile 1987 | Belgio | 2 – 11 | Italia | Palacio Municipal de Oviedo |

| Oviedo aprile 1987 | Belgio | 3 – 6 | Paesi Bassi | Palacio Municipal de Oviedo |

| Oviedo aprile 1987 | Belgio | 1 – 12 | Portogallo | Palacio Municipal de Oviedo |

| Oviedo aprile 1987 | Belgio | 1 – 16 | Spagna | Palacio Municipal de Oviedo |

| Oviedo aprile 1987 | Belgio | 0 – 6 | Svizzera | Palacio Municipal de Oviedo |

| Oviedo aprile 1987 | Francia | 2 – 8 | Germania Ovest | Palacio Municipal de Oviedo |

| Oviedo aprile 1987 | Francia | 1 – 1 | Inghilterra | Palacio Municipal de Oviedo |

| Oviedo aprile 1987 | Francia | 0 – 13 | Italia | Palacio Municipal de Oviedo |

| Oviedo aprile 1987 | Francia | 3 – 7 | Paesi Bassi | Palacio Municipal de Oviedo |

| Oviedo aprile 1987 | Francia | 2 – 9 | Portogallo | Palacio Municipal de Oviedo |

| Oviedo aprile 1987 | Francia | 1 – 14 | Spagna | Palacio Municipal de Oviedo |

| Oviedo aprile 1987 | Francia | 3 – 3 | Svizzera | Palacio Municipal de Oviedo |

| Oviedo aprile 1987 | Germania Ovest | 5 – 2 | Inghilterra | Palacio Municipal de Oviedo |

| Oviedo aprile 1987 | Germania Ovest | 4 – 6 | Italia | Palacio Municipal de Oviedo |

| Oviedo aprile 1987 | Germania Ovest | 4 – 2 | Paesi Bassi | Palacio Municipal de Oviedo |

| Oviedo aprile 1987 | Germania Ovest | 2 – 4 | Portogallo | Palacio Municipal de Oviedo |

| Oviedo aprile 1987 | Germania Ovest | 3 – 4 | Spagna | Palacio Municipal de Oviedo |

| Oviedo aprile 1987 | Germania Ovest | 2 – 1 | Svizzera | Palacio Municipal de Oviedo |

| Oviedo aprile 1987 | Inghilterra | 0 – 10 | Italia | Palacio Municipal de Oviedo |

| Oviedo aprile 1987 | Inghilterra | 0 – 3 | Paesi Bassi | Palacio Municipal de Oviedo |

| Oviedo aprile 1987 | Inghilterra | 2 – 14 | Portogallo | Palacio Municipal de Oviedo |

| Oviedo aprile 1987 | Inghilterra | 0 – 11 | Spagna | Palacio Municipal de Oviedo |

| Oviedo aprile 1987 | Inghilterra | 1 – 4 | Svizzera | Palacio Municipal de Oviedo |

| Oviedo aprile 1987 | Italia | 16 – 2 | Paesi Bassi | Palacio Municipal de Oviedo |

| Oviedo aprile 1987 | Italia | 2 – 4 | Portogallo | Palacio Municipal de Oviedo |

| Oviedo aprile 1987 | Italia | 1 – 4 | Spagna | Palacio Municipal de Oviedo |

| Oviedo aprile 1987 | Italia | 4 – 1 | Svizzera | Palacio Municipal de Oviedo |

| Oviedo aprile 1987 | Paesi Bassi | 3 – 11 | Portogallo | Palacio Municipal de Oviedo |

| Oviedo aprile 1987 | Paesi Bassi | 0 – 11 | Spagna | Palacio Municipal de Oviedo |

| Oviedo aprile 1987 | Paesi Bassi | 4 – 6 | Svizzera | Palacio Municipal de Oviedo |

| Oviedo aprile 1987 | Portogallo | 2 – 1 | Spagna | Palacio Municipal de Oviedo |

| Oviedo aprile 1987 | Portogallo | 5 – 2 | Svizzera | Palacio Municipal de Oviedo |

| Oviedo aprile 1987 | Spagna | 11 – 1 | Svizzera | Palacio Municipal de Oviedo |

### Classifica
|    | Squadra        | PT | G | V | N | P | GF | GS | Diff. |
| -- | -------------- | -- | - | - | - | - | -- | -- | ----- |
| 1. | Portogallo     | 16 | 8 | 8 | 0 | 0 | 61 | 15 | +46   |
| 2. | Spagna         | 14 | 8 | 7 | 0 | 1 | 72 | 9  | +63   |
| 3. | Italia         | 12 | 8 | 6 | 0 | 2 | 63 | 17 | +46   |
| 4. | Germania Ovest | 10 | 8 | 5 | 0 | 3 | 32 | 21 | +11   |
| 5. | Paesi Bassi    | 6  | 8 | 3 | 0 | 5 | 27 | 54 | -27   |
| 6. | Svizzera       | 5  | 8 | 2 | 1 | 5 | 21 | 33 | -12   |
| 7. | Inghilterra    | 4  | 8 | 1 | 2 | 5 | 12 | 48 | -36   |
| 8. | Belgio         | 3  | 8 | 1 | 1 | 6 | 14 | 59 | -45   |
| 9. | Francia        | 2  | 8 | 0 | 2 | 6 | 13 | 59 | -46   |

## Campioni
| Campione d'Europa 1987 |
| ---------------------- |
| Portogallo 16º titolo  |